# STS-97
STS-97 est la quinzième mission de la navette spatiale Endeavour et la sixième mission vers la Station spatiale internationale (ISS).

## Équipage
- Brent W. Jett (3), Commandant  États-Unis
- Michael J. Bloomfield (2), Pilote  États-Unis
- Joseph R. Tanner (3), Spécialiste de mission  États-Unis
- Carlos I. Noriega (2), Spécialiste de mission  États-Unis
- Marc Garneau (3), Spécialiste de mission  Canada du CSA

Le chiffre entre parenthèses indique le nombre de vols spatiaux effectués par l'astronaute, STS-97 inclus.

## Paramètres de la mission
- Masse :
  - Navette au lancement : 120 742 kg
  - Navette à vide : 89 758 kg
  - Chargement : 7 906 kg
- Périgée : 352 km
- Apogée : 365 km
- Inclinaison : 51,6°
- Période : 91,7 min

### Amarrage à la station ISS
- Début : 2 décembre 2000, 19 h 59 min 49 s UTC
- Fin : 9 décembre 2000, 19 h 13 min 00 s UTC
- Temps d'amarrage : 6 jours, 23 heures, 13 minutes, 11 secondes

### Sorties dans l'espace
- Tanner et Noriega  - EVA 1
- Début de EVA 1 : 3 décembre 2000 - 18h35 UTC
- Fin de EVA 1 : 4 décembre 2000 - 02h08 UTC
- Durée : 7 heures, 33 minutes

- Tanner et Noriega  - EVA 2
- Début de EVA 2 : 5 décembre 2000 - 17h21 UTC
- Fin de EVA 2 : 5 décembre 2000 - 23h58 UTC
- Durée : 6 heures, 37 minutes

- Tanner et Noriega  - EVA 3
- Début de EVA 3 : 7 décembre 2000 - 16h13 UTC
- Fin de EVA 3 : 7 décembre 2000 - 21h23 UTC
- Durée : 5 heures, 10 minutes

## Objectifs
Mission d'assemblage de l'ISS (panneaux solaires P6).